# Championnats d'Asie d'athlétisme 1983
Navigation
Les 5e Championnats d'Asie d'athlétisme se sont déroulés à Koweït, au Koweït en 1983.

## Résultats

### Hommes
| Event | Or                              | Or             | Argent                       | Argent         | Bronze                       | Bronze         |
| --- | ------------------------------- | -------------- | ---------------------------- | -------------- | ---------------------------- | -------------- |
| 100 m | Suchart Chairsuvaparb Thaïlande | 10 s 47        | Sumet Promna Thaïlande       | 10 s 52        | Mohammed Purnomo Indonésie   | 10 s 60        |
| 200 m | Sumet Promna Thaïlande          | 21 s 39        | Mohammed Purnomo Indonésie   | 21 s 64        | Chang Jae-keun Corée du Sud  | 21 s 70        |
| 400 m | Isidro del Prado Philippines    | 46 s 24        | Aouf Abdulrahman Yousef Iraq | 46 s 74        | Mohamed Nordin Jadi Malaisie | 46 s 76        |
| 800 m | Najem Abdullah Mutlaq Koweït    | 1 min 49 s 43  | Khalid Khalifa Koweït        | 1 min 49 s 97  | Wang Lung-Hua Taïpei chinois | 1 min 49 s 98  |
| 1500 m | Suresh Yadav Inde               | 3 min 44 s 74  | Susumu Yoshida Japon         | 3 min 45 s 67  | Najem Abdullah Mutlaq Koweït | 3 min 45 s 77  |
| 5000 m | Zhang Guowei Chine              | 14 min 07 s 72 | Raj Kumar Inde               | 14 min 22 s 56 | Park Kyung-Duk Corée du Sud  | 14 min 25 s 85 |
| 10 000 m | Zhang Guowei Chine              | 29 min 45 s 41 | Park Kyung-Duk Corée du Sud  | 30 min 04 s 89 | Mohammad Vojdanzadeh Iran    | 30 min 20 s 88 |
| 3000 m steeple | Hwang Wen-Cheng Taïpei chinois  | 8 min 54 s 85  | Hector Begeo Philippines     | 8 min 55 s 57  | Anokh Singh Inde             | 9 min 05 s 80  |
| 110 m haies | Wu Ching-Jing Taïpei chinois    | 13 s 90        | Yu Zhicheng Chine            | 14 s 16        | Ahmed Hamada Jassim Bahreïn  | 14 s 24 NR     |
| 400 m haies | Ahmed Hamada Jassim Bahreïn     | 49 s 43        | Shigenori Ohmori Japon       | 50 s 69        | Lin Cheng-Jih Taïpei chinois | 51 s 09        |
| 20 km marche | Chand Ram Inde                  | 1 h 30 min 14  | Zhang Fuzin Chine            | 1 h 32 min 14  | Buta Singh Inde              | 1 h 43 min 19  |
| 4 × 100 m | Chine                           | 40 s 16        | Thaïlande                    | 40 s 25        | Corée du Sud                 | 40 s 60        |
| 4 × 400 m | Iraq                            | 3 min 07 s 98  | Inde                         | 3 min 11 s 02  | Philippines                  | 3 min 11 s 09  |
| Saut en hauteur | Zhu Jianhua Chine               | 2,31 m         | Qassim Mohammed Iraq         | 2,10 m         | Chin Yi-Shik Corée du Sud    | 2,05 m         |
| Saut à la perche | Zhang Chen Chine                | 5,00 m         | Guu Jin-Shoei Taïpei chinois | 4,80 m         | Sunder Singh Tanwar Inde     | 4,50 m         |
| Saut en longueur | Liu Yuhuang Chine               | 7,97 m         | Lee Bou-Chai Taïpei chinois  | 7,70 m         | Koji Umemoto Japon           | 7,60 m         |
| Triple saut | Mai Guoqiang Chine              | 16,25 m        | Yasushi Ueta Japon           | 16,10 m        | Park Young-Jun Corée du Sud  | 15,80 m        |
| Lancer du poids | Mohammed Al-Zinkawi Koweït      | 17,90 m        | Balwinder Singh Inde         | 16,89 m        | Iqbal Singh Inde             | 16,72 m        |
| Lancer du disque | Li Weinan Chine                 | 55,40 m        | Ajmer Singh Inde             | 52,30 m        | Nejim Abdulrazak Koweït      | 51,00 m        |
| Lancer du marteau | Xie Yingqi Chine                | 65,78 m        | Masayuki Kawata Japon        | 65,60 m        | Raghubir Singh Bal Inde      | 60,52 m        |
| Lancer du javelot | Masami Yoshida Japon            | 79,50 m        | Kazuhiro Mizoguchi Japon     | 70,16 m        | Chen Hung-Yen Taïpei chinois | 68,20 m        |
| Décathlon | Lee Fu-An Taïpei chinois        | 7641 pts       | Guu Jin-Shoei Taïpei chinois | 7438 pts       | Takeshi Kojo Japon           | 7277 pts       |
| Records et Performances - AR : Record continental (area record) - CR : Record des championnats (championship record) - MR : Record du meeting (meet record) - NR : Record national (national record) - OR : Record olympique (olympic record) - PR : Record paralympique (paralympic record) - PB : Record personnel (personal best) - SB : Meilleure performance personnelle de la saison (season's best) - WL : Meilleure performance mondiale de l'année (world leader) - WJR : Record du monde junior (world junior record) - WR : Record du monde (world record) Circonstances et Conditions - DNF : N'a pas terminé (did not finish) - DNS : N'a pas pris le départ (did not start) - DQ : Disqualification (disqualification) - NM : Aucun essai valable enregistré (No Mark) - Q : Qualifié « directement » au prochain tour (ou à la prochaine compétition), lors d'une compétition majeure, grâce au classement ou à la réalisation des minima (automatic qualifier) - q : Qualifié au prochain tour (ou à la prochaine compétition), lors d'une compétition majeure, grâce au repêchage ou à la réalisation de l'une des meilleures performances parmi celles des « non qualifiés directement » (grâce au meilleur temps ou à la meilleure distance par exemple) (secondary qualifier) |                                 |                |                              |                |                              |                |

### Femmes
| Event | Or                           | Or            | Argent                        | Argent        | Bronze                          | Bronze        |
| --- | ---------------------------- | ------------- | ----------------------------- | ------------- | ------------------------------- | ------------- |
| 100 m | Lydia de Vega Philippines    | 11 s 82       | Valapa Pinij Thaïlande        | 12 s 01       | Shen Su-Feng Taïpei chinois     | 12 s 07       |
| 200 m | Lydia de Vega Philippines    | 24 s 07       | P.T. Usha Inde                | 24 s 68       | Mo Myung-Hee Corée du Sud       | 24 s 72       |
| 400 m | P.T. Usha Inde               | 54 s 20       | Junko Yoshida Japon           | 54 s 65       | Lydia de Vega Philippines       | 55 s 66       |
| 800 m | Huo Lianzhu Chine            | 2 min 08 s 92 | Im Chun-Sil Corée du Nord     | 2 min 09 s 20 | Geng Xiuquan Chine              | 2 min 10 s 02 |
| 1500 m | Geng Xiuquan Chine           | 4 min 30 s 72 | Gao Suju Chine                | 4 min 31 s 10 | Kim Lyong-Soon Corée du Nord    | 4 min 31 s 13 |
| 3000 m | Kim Lyong-Soon Corée du Nord | 9 min 39 s 64 | Kim Chun-Hwa Corée du Nord    | 9 min 41 s 34 | Kim Soon-Hwa Corée du Sud       | 9 min 47 s 19 |
| 100 m haies | Emi Sasaki (Akimoto) Japon   | 13 s 63       | Liu Huajin Chine              | 13 s 82       | Lin Yueh-Hsiang Taïpei chinois  | 14 s 04       |
| 400 m haies | Yoko Sato Japon              | 59 s 89       | Chizuko Akimoto Japon         | 59 s 95       | Agrifina de la Cruz Philippines | 61 s 26       |
| 4 × 100 m | Thaïlande                    | 46 s 12       | Taïpei chinois                | 46 s 42       | Japon                           | 46 s 47       |
| 4 × 400 m | Thaïlande                    | 3 min 48 s 62 | Taïpei chinois                | 3 min 58 s 52 | Jordanie                        | 4 min 17 s 41 |
| Saut en hauteur | Zheng Dazhen Chine           | 1,84 m        | Ge Ping Chine                 | 1,84 m        | Kim Hee-Sun Corée du Sud        | 1,81 m        |
| Saut en longueur | Liao Wenfen Chine            | 6,21 m        | Elma Muros Philippines        | 6,09 m        | Huang Donghuo Chine             | 6,08 m        |
| Lancer du poids | Lu Cheng Chine               | 17,38 m       | So Bok-Hui Corée du Nord      | 14,61 m       | Woo Kyon-Sun Corée du Sud       | 14,12 m       |
| Lancer du disque | Jiao Yunxiang Chine          | 53,00 m       | Chun Hwa-Kyung Corée du Sud   | 47,20 m       | Jeanette Ayoub Liban            | 37,06 m       |
| Lancer du javelot | Xin Xiaoli Chine             | 53,48 m       | Lee Huei-Cheng Taïpei chinois | 42,48 m       | -                               | -             |
| Heptathlon | Hisako Hashimoto Japon       | 5486 pts      | Ye Lianying Chine             | 5394 pts      | Chen Jin-Yun Taïpei chinois     | 5075 pts      |
| Records et Performances - AR : Record continental (area record) - CR : Record des championnats (championship record) - MR : Record du meeting (meet record) - NR : Record national (national record) - OR : Record olympique (olympic record) - PR : Record paralympique (paralympic record) - PB : Record personnel (personal best) - SB : Meilleure performance personnelle de la saison (season's best) - WL : Meilleure performance mondiale de l'année (world leader) - WJR : Record du monde junior (world junior record) - WR : Record du monde (world record) Circonstances et Conditions - DNF : N'a pas terminé (did not finish) - DNS : N'a pas pris le départ (did not start) - DQ : Disqualification (disqualification) - NM : Aucun essai valable enregistré (No Mark) - Q : Qualifié « directement » au prochain tour (ou à la prochaine compétition), lors d'une compétition majeure, grâce au classement ou à la réalisation des minima (automatic qualifier) - q : Qualifié au prochain tour (ou à la prochaine compétition), lors d'une compétition majeure, grâce au repêchage ou à la réalisation de l'une des meilleures performances parmi celles des « non qualifiés directement » (grâce au meilleur temps ou à la meilleure distance par exemple) (secondary qualifier) |                              |               |                               |               |                                 |               |

## Tableau des médailles
| Rang | Nation         | Or | Argent | Bronze | Total |
| ---- | -------------- | -- | ------ | ------ | ----- |
| 1    | Chine          | 16 | 6      | 2      | 24    |
| 2    | Japon          | 4  | 7      | 3      | 14    |
| 3    | Thaïlande      | 4  | 3      | 0      | 7     |
| 4    | Taïpei chinois | 3  | 6      | 6      | 15    |
| 5    | Inde           | 3  | 5      | 5      | 13    |
| 6    | Philippines    | 3  | 2      | 3      | 8     |
| 7    | Koweït         | 2  | 1      | 2      | 5     |
| 8    | Corée du Nord  | 1  | 3      | 1      | 5     |
| 9    | Iraq           | 1  | 2      | 0      | 3     |
| 10   | Bahreïn        | 1  | 0      | 1      | 2     |
| 11   | Corée du Sud   | 0  | 2      | 9      | 11    |
| 12   | Indonésie      | 0  | 1      | 1      | 2     |
| 13   | Malaisie       | 0  | 0      | 1      | 1     |
| 13   | Iran           | 0  | 0      | 1      | 1     |
| 13   | Jordanie       | 0  | 0      | 1      | 1     |
| 13   | Liban          | 0  | 0      | 1      | 1     |